# Junk - Cronache dell'ultimo eroe
Junk - Cronache dell'ultimo eroe (JUNK -RECORD OF THE LAST HERO-) è un manga di Kia Asamiya pubblicato per la prima volta in Giappone il 24 giugno 2004. È composto in totale da sette tankōbon, e si è concluso in Italia nel giugno 2008, data di pubblicazione dell'ultimo volume, edito da Planet Manga.

## Trama
Hiro è un ragazzo che non esce mai di casa per colpa di alcuni suoi compagni di classe che lo maltrattano e lo perseguitano. Un giorno navigando su Internet si imbatte in uno strano sito in cui si registra ad un concorso. Vinto il premio, gli viene spedito uno strano apparecchio chiamato Junk che, una volta indossato, si trasforma in una tuta nera che gli fornisce super poteri. In particolare Junk gli fornisce una forza sovrumana e l'accesso a tutte le informazioni (anche private) di internet. Vestito di questa tuta si vendica subito delle angherie subite dai suoi compagni, ma attira l'attenzione dei media e della polizia. A causa dell'imminente esaurimento della batteria di Junk, Hiro è costretto a scappare verso casa, che per errore fa esplodere, uccidendo così i suoi genitori. Si ritrova così solo, senza casa, ma con un sacco di soldi dell'assicurazione sulla vita dei genitori, così si trasferisce dapprima a casa della sua amica Ryoko per poi comprare un appartamento con i soldi dell'assicurazione.
Ma c'è un altro Junk che gira per la città, dalle sembianze femminili che a differenza di lui usa propria tuta bianca per fare del bene. Per le reciproche divergenze di interessi i due si affrontano subito in una lotta senza esclusione di colpi, in cui il bianco dimostra di avere una padronanza migliore della tuta. Fan dell'idol Manami Hiiragi, Hiro decide di comprare i biglietti per il suo prossimo concerto, ma viene anche a sapere di un terrorista che ha deciso di trasformare in tragedia lo spettacolo. Arrivato al concerto Hiro comincia ad indagare e si imbatte nel Junk bianco. I due decidono di unire le forze per impedire l'attentato ma la carica della tuta del Junk bianco si esaurisce rivelando le sue sembianze, quelle di Manami Hiiragi, che intanto sta cantando sul palco. La ragazza dice di essere l'ombra di Manami. Rimasto da solo Hiro riesce in qualche modo a limitare i danni dell'attentato e fuggire da media e polizia.
Intanto proprio la polizia, notando troppi collegamenti tra il ragazzo e il Junk nero, ingaggia un paparazzo per spiare Hiro, il quale scopre la sua relazione segreta con la madre di Ryoko, Kaoru Harumi. Non passa molto tempo che Ryoko, tornando a casa dopo essere uscita con le amiche viene rapita da un pazzo convinto che lei sia sua figlia, con l'intenzione di crescerla come tale. Hiro grazie alla tecnologia fornitagli dalla tuta riesce a trovare il nascondiglio e a salvare la ragazza. Intanto la notizia della relazione segreta della madre della ragazza rapita viene pubblicata in un giornale scandalistico; Hiro per vendicarsi fa esplodere la redazione di quel giornale, tuttavia non riesce a capire il motivo per cui la tuta non gli permetta di uccidere. La trama continua negli albi successivi, ed è comunque consigliata ad un pubblico maturo.

## Personaggi
Hiro Yuki
È un ragazzo problematico che a un concorso su Internet ha vinto una tuta protettiva Junk, che gli fornisce eccezionali super poteri. Decide di usarla per scopi egoistici come ad esempio vendicarsi di torti subiti, senza aiutare il prossimo, ed è quindi braccato dalla polizia che lo chiama il nero.
Manami Hiiragi
Una idol che possiede una tuta Junk di colore bianco, tuttavia sembra che Manami e la ragazza che usa la tuta siano in realtà due persone.
Ryoko Harumi
È un'amica d'infanzia di Hiro che attratta da lui, ma allo stesso tempo non sa se fidarsi del ragazzo a causa della particolarità del suo carattere.
Kaoru Harumi
È la madre di Ryoko e nasconde una relazione sentimentale con Hiro.

## Volumi
| 1 | 24 giugno 2004 | ISBN 978-4-253-23095-7 | 16 febbraio 2006 |
| 1 | Capitoli - Justice 1. Junk Boy - Justice 2. Junk Life - Justice 3. Junk Fight - Justice 4. Junk Guard - Justice 5. Junk Junction                      |                        |                  |
| 2 | 22 dicembre 2004 | ISBN 978-4-253-23096-4 | 21 aprile 2006   |
| 2 | Capitoli - Justice 6. Junk People - Justice 7. Junk Traveler - Justice 8. Junk Sign - Justice 9. Junk Stage - Justice 10. Junk Face                   |                        |                  |
| 3 | 20 maggio 2005 | ISBN 978-4-253-23097-1 | 22 giugno 2006   |
| 3 | Capitoli - Justice 11. Junk Fun - Justice 12. Junk Eyes - Justice 13. Junk Abduction - Justice 14. Junk Chaos - Justice 15. Junk Prisoner             |                        |                  |
| 4 | 20 dicembre 2005 | ISBN 978-4-253-23098-8 | 5 aprile 2007    |
| 4 | Capitoli - Justice 16. Junk Scandal - Justice 17. Junk Destruction - Justice 18. Junk Movement - Justice 19. Junk Sediction - Justice 20. Junk Panic  |                        |                  |
| 5 | 20 giugno 2006 | ISBN 978-4-253-23099-5 | 20 marzo 2008    |
| 5 | Capitoli - Justice 21. Junk Impact - Justice 22. Junk Divergence - Justice 23. Junk Reunion - Justice 24. Junk Genocide - Justice 25. Junk Daily Life |                        |                  |
| 6 | 20 novembre 2006 | ISBN 978-4-253-23100-8 | 17 aprile 2008   |
| 6 | Capitoli - Justice 26. Junk Education - Justice 27. Junk Purge - Justice 28. Junk Farewell - Justice 29. Junk Expose - Justice 30. Junk Propagate     |                        |                  |
| 7 | 20 aprile 2007 | ISBN 978-4-253-23154-1 | 22 maggio 2008   |
| 7 | Capitoli - Justice 31. Junk Strategy - Justice 32. Junk Occupation - Justice 33. Junk Congress - Justice 34. Junk Japan - Justice 35. Junk            |                        |                  |